# Бикейкина, Татьяна Никитовна
Татьяна Бикейкина — советская и российская футболистка. Мастер спорта России по футболу (1994) и мини-футболу (1997).

## Карьера
После окончания в 1988 году МГПИ им. Евсеева начала выступать раменском клубе «Текстильщик». В 1991 году перешла московский клуб «Русь», но тот перешел во вторую лигу и пришлось поменять клуб на «Снежану». В 1995 году клуб перешел из футбола в мини-футбол. В мини-футболе было впервые выиграно звание чемпиона. В 1999 перешла в структуру «Чертаново»: играла в мини-футбольном клубе, была главным тренером МФК, позже тренером. В 1996—1998 годах была капитаном сборной Россия по мини-футболу.

## Достижения
командные
- Чемпионат СССР по футболу среди женщин
  - Бронзовый призёр (1): 1990
- Чемпионат России по футболу среди женщин
  - Серебряный призёр (1): 1993
- Чемпионат России по мини-футболу среди женщин
  - чемпион (2): 1995/1996, 1996/1997
  - бронзовый призёр (2): 1997/1998, 1998/1999
- Универсиада
  - бронзовый призёр (1): 1993
- Всесоюзные турниры на призы еженедельника «Собеседник»
  - победитель (1): 1990[6]
  - бронзовый призёр (1): 1988[2]

## Командная статистика
клубная (футбол / мини-футбол)
| Выступление      | Выступление      | Выступление      | Лига | Лига | Кубок | Кубок | Итого | Итого |
| Клуб             | Лига             | Сезон            | Игры | Голы | Игры  | Голы  | Игры  | Голы  |
| ---------------- | ---------------- | ---------------- | ---- | ---- | ----- | ----- | ----- | ----- |
| Текстильщик      | высшая           | 1990             | 1    | 5    | —     | —     | 1     | 5     |
| Текстильщик      | Итого            | Итого            | 1    | 5    | —     | —     | 1     | 5     |
| Русь             | высшая           | 1993             | 1    | 4    | —     | —     | 1     | 4     |
| Русь             | Итого            | Итого            | 1    | 4    | —     | —     | 1     | 4     |
| Снежана          | высшая           | 1994             | 11   | 0    | —     | —     | 11    | 0     |
| Снежана          | высшая           | 1995             | 0    | 0    | —     | —     | 0     | 0     |
| Снежана          | Итого            | Итого            | 11   | 0    | —     | —     | 11    | 0     |
| МФК Снежана      | высшая           | 1996/1997        | 1    | 18   | —     | —     | 1     | 18    |
| МФК Снежана      | высшая           | 1997/1998        | 1    | 24   | —     | —     | 1     | 24    |
| МФК Снежана      | Итого            | Итого            | 2    | 42   | —     | —     | 2     | 42    |
| Всего за карьеру | Всего за карьеру | Всего за карьеру | 15   | 51   | —     | —     | 15    | 51    |

## Матчи за сборную СССР
| №  | Дата       | Соперник  | Матч          | Счет | Сыграно минут |
| -- | ---------- | --------- | ------------- | ---- | ------------- |
| 1  | 26.03.1990 | Болгария  | ТМ            | 4:1  | 61'           |
| 2  | 28.03.1990 | Болгария  | ТМ            | 0:1  | 90            |
| 3  | 12.04.1990 | Норвегия  | ТМ            | 1:2  | 90            |
| 4  | 15.04.1990 | Норвегия  | ТМ            | 0:0  | 90            |
| 5  | 26.04.1990 | Финляндия | ТМ            | 1:2  | 90            |
| 6  | 28.04.1990 | Финляндия | ТМ            | 0:1  | 90            |
| 7  | 05.05.1990 | Болгария  | ТМ            | 1:1  | 90            |
| 8  | 07.05.1990 | Болгария  | ТМ            | 0:0  | 79'           |
| 9  | 07.08.1990 | Германия  | Кубок Америки | 0:3  | 90            |
| 10 | 10.08.1990 | США       | Кубок Америки | 1:1  | 90            |
| 11 | 11.08.1990 | Англия    | Кубок Америки | 1:1  | 90            |
| 12 | 20.08.1990 | КНДР      | ТМ            | 1:0  | 90            |
| 13 | 22.08.1990 | Китай     | ТМ            | 0:6  | 90            |
| 14 | 26.08.1990 | Китай     | ТМ            | 0:3  | 58'           |
| 15 | 14.09.1990 | Франция   | ТМ            | 2:1  | 90            |
| 16 | 16.09.1990 | Франция   | ТМ            | 0:0  | 90            |

## Воспитанники
- Белоусова, Ольга Сергеевна
- Ерёмина, Елизавета Константиновна
- Рубцова, Варвара Владимировна
- Шалимова, Анастасия Андреевна